# Каочине
Каочине (хорв. Kaočine) — населений пункт у Хорватії, у Шибеницько-Книнській жупанії у складі міста Дрниш.

## Населення
Населення за даними перепису 2011 року становило 203 осіб.
Динаміка чисельності населення поселення:

## Клімат
Середня річна температура становить 13,95 °C, середня максимальна – 29,04 °C, а середня мінімальна – -0,62 °C. Середня річна кількість опадів – 830 мм.
| Клімат поселення                              | Клімат поселення | Клімат поселення | Клімат поселення | Клімат поселення | Клімат поселення | Клімат поселення | Клімат поселення | Клімат поселення | Клімат поселення | Клімат поселення | Клімат поселення | Клімат поселення | Клімат поселення |
| Показник                                      | Січ.             | Лют.             | Бер.             | Квіт.            | Трав.            | Черв.            | Лип.             | Серп.            | Вер.             | Жовт.            | Лист.            | Груд.            |                  |
| Середній максимум, °C                         | 9,85             | 10,82            | 13,94            | 17,41            | 22,58            | 26,56            | 29,04            | 28,91            | 24,35            | 19,51            | 13,97            | 10,84            |                  |
| Середня температура, °C                       | 4,62             | 5,59             | 8,71             | 12,19            | 17,35            | 21,32            | 24,19            | 24,09            | 19,50            | 14,68            | 9,13             | 6,00             |                  |
| Середній мінімум, °C                          | −0,62            | 0,35             | 3,48             | 6,95             | 12,13            | 16,08            | 19,37            | 19,25            | 14,68            | 9,84             | 4,30             | 1,18             |                  |
| Норма опадів, мм                              | 71               | 63               | 68               | 74               | 60               | 59               | 36               | 49               | 78               | 86               | 101              | 85               |                  |
| Середньомісячна швидкість вітру, м/с          | 2.06             | 2.28             | 2.49             | 2.44             | 2.18             | 1.95             | 1.98             | 1.80             | 1.92             | 1.96             | 2.34             | 2.29             |                  |
| Середньомісячна сонячна радіація, кДж/м²·день | 5299             | 8017             | 11743            | 16298            | 20240            | 22658            | 24331            | 21299            | 15970            | 10311            | 5746             | 4526             |                  |
| --------------------------------------------- | ---------------- | ---------------- | ---------------- | ---------------- | ---------------- | ---------------- | ---------------- | ---------------- | ---------------- | ---------------- | ---------------- | ---------------- | ---------------- |
| Джерело:                                      |                  |                  |                  |                  |                  |                  |                  |                  |                  |                  |                  |                  |                  |